# Anton Lindqvist
Anton Lindqvist född 2002, är en svensk professionell basketspelare som spelar för Nässjö Basket.

## Biografi
Lindqvist började spela basket i Äli Basket i Ängelholm. Tillsammans med laget deltog han i U16-EM i Sarajevo i augusti 2018 och i det svenska U20-landslaget under FIBA:s U20 European Championship i juli 2023 i Azerbajdzjan.
År 2020 skrev han kontrakt med Umeå BSKT i Svenska Basketligan (SBL). 
I juni 2024 övergick Lindqvist till Nässjö Basket för ett kontrakt om ett år.